# Candresse
Candresse (okzitanisch: Candressa) ist eine französische Gemeinde mit 869 Einwohnern (Stand: 1. Januar 2022) im Département Landes in der Region Nouvelle-Aquitaine. Candresse gehört zum Arrondissement Dax und zum Kanton Dax-2. Die Einwohner werden Candressois genannt.

## Geografie
Candresse liegt am Adour, etwa fünf Kilometer östlich von Dax in der Landschaft Marensin. Umgeben wird Candresse von den Nachbargemeinden Saint-Vincent-de-Paul im Norden, Théthieu im Nordosten, Hinx im Osten, Sort-en-Chalosse im Südosten, Saugnac-et-Cambran im Süden, Narrosse im Südwesten sowie Yzosse im Westen.

## Bevölkerungsentwicklung
| 1962                       | 1968 | 1975 | 1982 | 1990 | 1999 | 2006 | 2018 |
| -------------------------- | ---- | ---- | ---- | ---- | ---- | ---- | ---- |
| 375                        | 403  | 386  | 416  | 526  | 558  | 751  | 805  |
| Quellen: Cassini und INSEE |      |      |      |      |      |      |      |

## Sehenswürdigkeiten
- Kirche Sainte-Eugénie, Monument historique

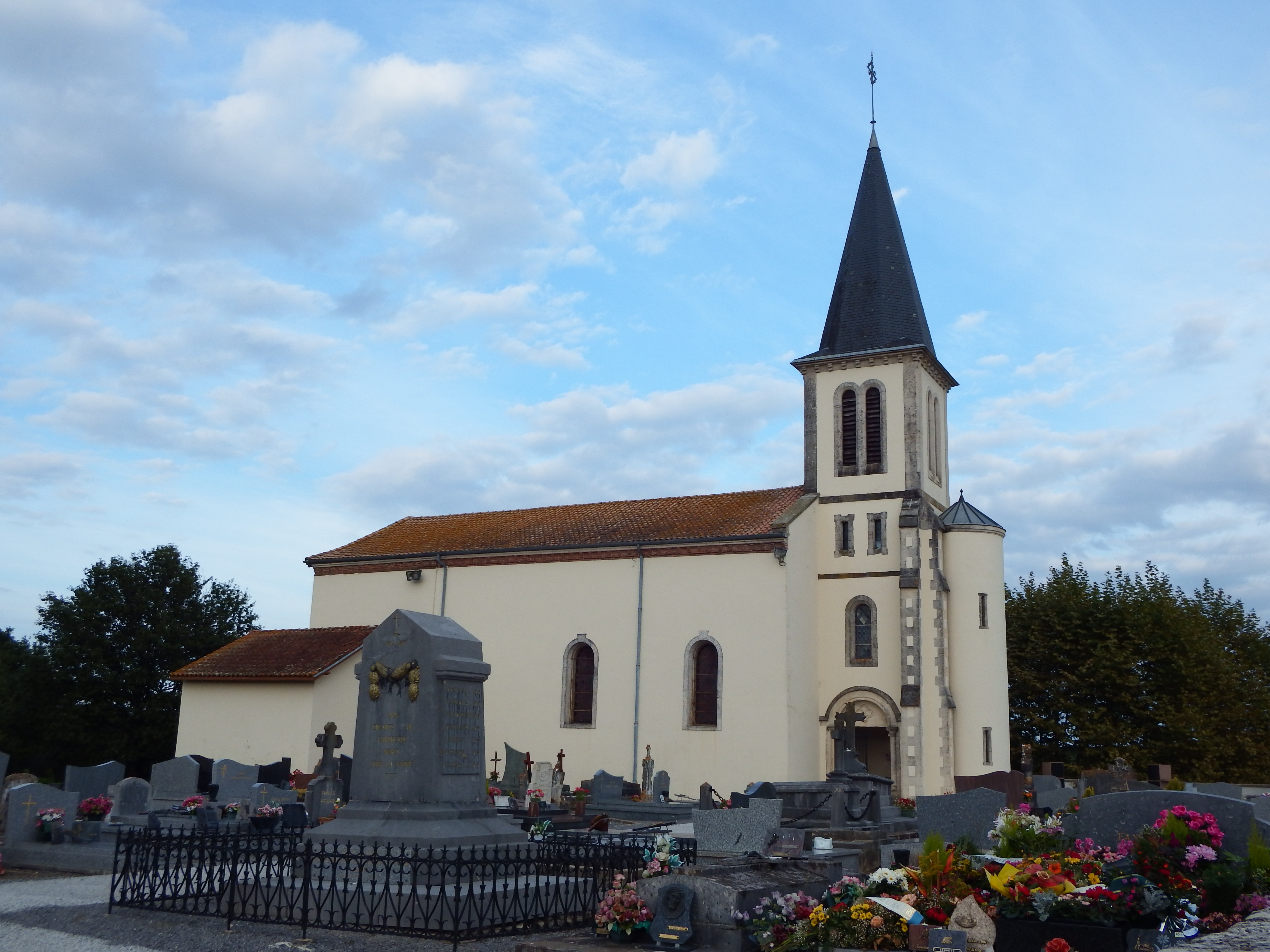
Kirche Sainte-Eugénie